# Тат-Кудаш
Тат-Куда́ш (рос. Тат-Кудаш, башк. Тат-Ҡоҙаш) — присілок у складі Караідельського району Башкортостану, Росія. Входить до складу Кірзинської сільської ради.
Населення — 1 особа (2010; 14 у 2002).
Національний склад:
- башкири — 79 %